# Odrzechowa
Odrzechowa è un paesino di campagna in Polonia, specificamente nella comunità di Zarszyn, del Distretto di Sanok, nel Voivodato della Precarpazia. Posata sul ruscello Czernisławka.